# Xã Farmington, Quận Cedar, Iowa
Xã Farmington (tiếng Anh: Farmington Township) là một xã thuộc quận Cedar, tiểu bang Iowa, Hoa Kỳ. Năm 2010, dân số của xã này là 2.298 người.